# Ginoria nudiflora
Ginoria nudiflora là một loài thực vật thuộc họ họ Bằng lăng. Đây là loài đặc hữu của México.